# The Oracle
Pour les articles homonymes, voir Oracle.
Albums de Godsmack
IV
(2006) 1000hp
(2014)
The Oracle est le cinquième album studio du groupe de metal Godsmack, sorti le 10 mai 2010.

## Liste des titres
1. Cryin' Like A Bitch - 3:22
2. Saints And Sinners - 4:10
3. War And Peace - 3:10
4. Love-Hate-Sex-Pain - 5:15
5. What If? - 6:33
6. Devils Swing - 3:30
7. Good Day To Die - 3:56
8. Forever Shamed - 3:24
9. Shadow Of A Soul - 4:42
10. The Oracle - 6:23

## Classements hebdomadaires
| Classement (2010)                 | Meilleure place |
| --------------------------------- | --------------- |
| Allemagne (Media Control AG)      | 72              |
| Canada (Canadian Albums Chart)    | 2               |
| États-Unis (Billboard 200)        | 1               |
| États-Unis (Alternative Albums)   | 1               |
| États-Unis (Top Hard Rock Albums) | 1               |
| États-Unis (Top Rock Albums)      | 1               |
| Grèce (IFPI Greece)               | 11              |

## Certifications
| Pays              | Certification | Unités certifiées |
| ----------------- | ------------- | ----------------- |
| États-Unis (RIAA) | Or            | 500 000           |